# Houck (Arizona)
Houck es un lugar designado por el censo ubicado en el condado de Apache en el estado estadounidense de Arizona. En el Censo de 2010 tenía una población de 1024 habitantes y una densidad poblacional de 15,01 personas por km².

## Geografía
Houck se encuentra ubicado en las coordenadas 35°16′59″N 109°12′25″O / 35.28306, -109.20694. Según la Oficina del Censo de los Estados Unidos, Houck tiene una superficie total de 109.81 km², de la cual 109.81 km² corresponden a tierra firme y (0%) 0 km² es agua.

## Demografía
Según el censo de 2010, había 1024 personas residiendo en Houck. La densidad de población era de 15,01 hab./km². De los 1024 habitantes, Houck estaba compuesto por el 1.27% blancos, el 0% eran afroamericanos, el 96.29% eran amerindios, el 0.1% eran asiáticos, el 0% eran isleños del Pacífico, el 0.29% eran de otras razas y el 2.05% pertenecían a dos o más razas. Del total de la población el 1.95% eran hispanos o latinos de cualquier raza.